# Chile Open 2020
Chile Open 2020 — тенісний турнір, що проходив на ґрунтових кортах у місті Сантьяго (Чилі) з 24 лютого до 1 березня. Належав до категорії ATP 250.

## Фінальна частина

### Одиночний розряд
Тьягу Сейбот Вілд —  Каспер Рууд 7–5, 4–6, 6–3

### Парний розряд
Роберто Карбальєс Баена /  Алехандро Давидович Фокіна —  Марсело Аревало /  Джонні О'Мара 7–6(7–3), 6–1